# Comoșteni, Dolj
Comoșteni este un sat în comuna Gângiova din județul Dolj, Oltenia, România.

## Istorie
Este un sat vechi, consemnat în atlasele nemțești încă de pe la 1700. Există o monografie a acestui sat, semnată de Maria Stănculescu, păstrată la Academia Română.
Pe vatra actuală au existat în vechime păduri, iar comunitatea inițială locuia pe malul stâng al Jiului. Apoi, treptat, au trecut apa și s-au stabilit pe actualul sălaș, pe malul drept al râului, formând trei sate mici: Sârbeni, Coteni și Donțoi. Prin secolul al XVII-lea, aceste sate aparțineau unei fete care s-a călugărit încă din prima tinerețe. Ea a dăruit moșia oamenilor care locuiau acolo, făcându-i comoștenitori, de unde și numele satului. Actuala biserică, Sf. Nicolae, datează din secolul al XVIII-lea și face parte din Patrimoniul Național. Și școala din Comoșteni este foarte veche, o clădire neoclasică, destul de impozantă chiar și astăzi. A fost ridicată prin strădania învățătorului Ion Stănculescu, pe la începutul secolului al XX-lea. Acesta, revizor școlar, impulsionat de Spiru Haret, a contribuit la reformarea învățământului rural. El a donat școlii o bucată de teren pe care a făcut o plantație experimentală de ricin, iar după un timp s-a implicat în ridicarea unui cămin cultural pe acest teren.
Multe dintre tradițiile arhaice s-au păstrat încă până la mijlocul anilor 1870. Comunitatea s-a aflat vreme îndelungată sub impresia unei tutele spirituale a râului, de unde și diversele ritualuri ori credințe legate de el. De pildă, a existat multă vreme credința într-un spirit al Jiului, care cerea periodic câte o viață de om, dar și diverse legende despre un strigăt abisal al apelor, vestitor de moarte. De asemenea, ca în orice altă comunitate sătească, și aici a funcționat o mitologie locală: o fântână miraculoasă (Fântâna de la Piatră), o stafie cuibărită într-o moară părăsită, un loc în care este îngropată o comoară ori iubiri excepționale, intrate în legendă.
În timpul celui de-al doilea război mondial, în Comoșteni au poposit pentru un timp trupe naziste și apoi sovietice, care au lăsat amintiri de neșters în memoria colectivă.
Denumirea satului și perioada lungă de egalitate socială a condus la constituirea unui spirit comunitar puternic, încât în perioada interbelică se crease, ca și în alte sate românești, o sărbătoare legată de Fiii satului. Localitatea a început să-și piardă identitate în perioada comunistă, după ce a fost afiliată altei comune și când a început și aici, ca pe tot teritoriul țării, exodul spre oraș. Arhivat în 11 decembrie 2008, la Wayback Machine.

## Personalități
- Doina Ruști (n. 1957), romancieră